# 邱德拔
丹斯里邱德拔（1918年1月13日—2004年2月21日），籍貫中國福建海沧，曾为新加坡首富。

## 生平
其曾經是英國商渣打銀行最大的個人股東，亦是馬來亞銀行的創辦人。在1986年當英國的萊斯银行欲收購渣打銀行時，邱德拔和另外兩個金融投資家—香港的包玉剛和澳大利亞商人羅伯特·侯姆（Robert Holmes）共同聯手，在最後幾天以13億英鎊的出價擊敗勞埃德銀行，獲得渣打銀行37%的股份。邱因而成為最大股東，而且因為守護有功，更獲英國政府授予爵士頭銜。不過在收購大批股份之後，其在汶萊金融業的投資爆出丑聞指出其詐欺，邱的長子更因此被汶萊蘇丹軟禁。
邱在2003年被《福布斯》雜誌選為新加坡首富，總資產達26億美元。邱德拔在新加坡的三家上市公司，分別是良木園集團、中央產業有限公司和馬來西亞酒店有限公司。其中良木園集團即是新加坡良木園酒店的母公司。而邱手上那龐大的渣打股票已在2006年初被淡馬錫控股收購部分，淡馬錫控股因而擁有渣打百分之11.5的股份。
邱德拔於2004年因心臟病發逝世。
2006年11月，邱德拔的家族基金对北京大学体育馆的建造捐赠1.533亿元人民币，该馆遂命名为“北京大学邱德拔体育馆”。

## 家族
邱有兩個妻子，十四個孩子，三男十一女，其中么子邱金海是新加坡導演。長孫邱堅煒之妻是李頌慈。